# Astragalus consanguineus
Astragalus consanguineus är en ärtväxtart som beskrevs av August Gustav Heinrich von Bongard och Carl Anton von Meyer. Astragalus consanguineus ingår i släktet vedlar, och familjen ärtväxter. Inga underarter finns listade i Catalogue of Life.